# 류이삭
류이삭(柳이삭 )은 대한민국 인문학, 수필, 신앙 작가이다.

## 이름
호천 류이삭 

## 호
호천(號天)

## 활동
SNS: 인스타그램
2020년~ 인문, 수필, 신앙 작가 
네이버 프리미엄 콘텐츠 활동 및 책 출간

## 작품
- 2024년 《그리스도인의 삶》
- 2025년 《호천, 하늘에 닿는 말》
- 2025년 《마음을 치유하는 글》
- 2025년 《이 길 끝의 약조》